# Wanshan (ort i Kina, Sichuan Sheng, lat 32,40, long 106,59)
Wanshan (kinesiska: 万山) är en ort i Kina. Den ligger i provinsen Sichuan, i den sydvästra delen av landet, omkring 310 kilometer nordost om provinshuvudstaden Chengdu. Antalet invånare är 3 026. Befolkningen består av 1 487 kvinnor och 1 539 män. Barn under 15 år utgör 30 %, vuxna 15-64 år 57 %, och äldre över 65 år 12,0 %.
Runt Wanshan är det ganska tätbefolkat, med 155 invånare per kvadratkilometer. Närmaste större samhälle är Wuquan, 9,0 km sydost om Wanshan. I omgivningarna runt Wanshan växer i huvudsak blandskog.
Genomsnittlig årsnederbörd är 1 375 millimeter. Den regnigaste månaden är juli, med i genomsnitt 309 mm nederbörd, och den torraste är december, med 3 mm nederbörd.